# Thiên phong pháo

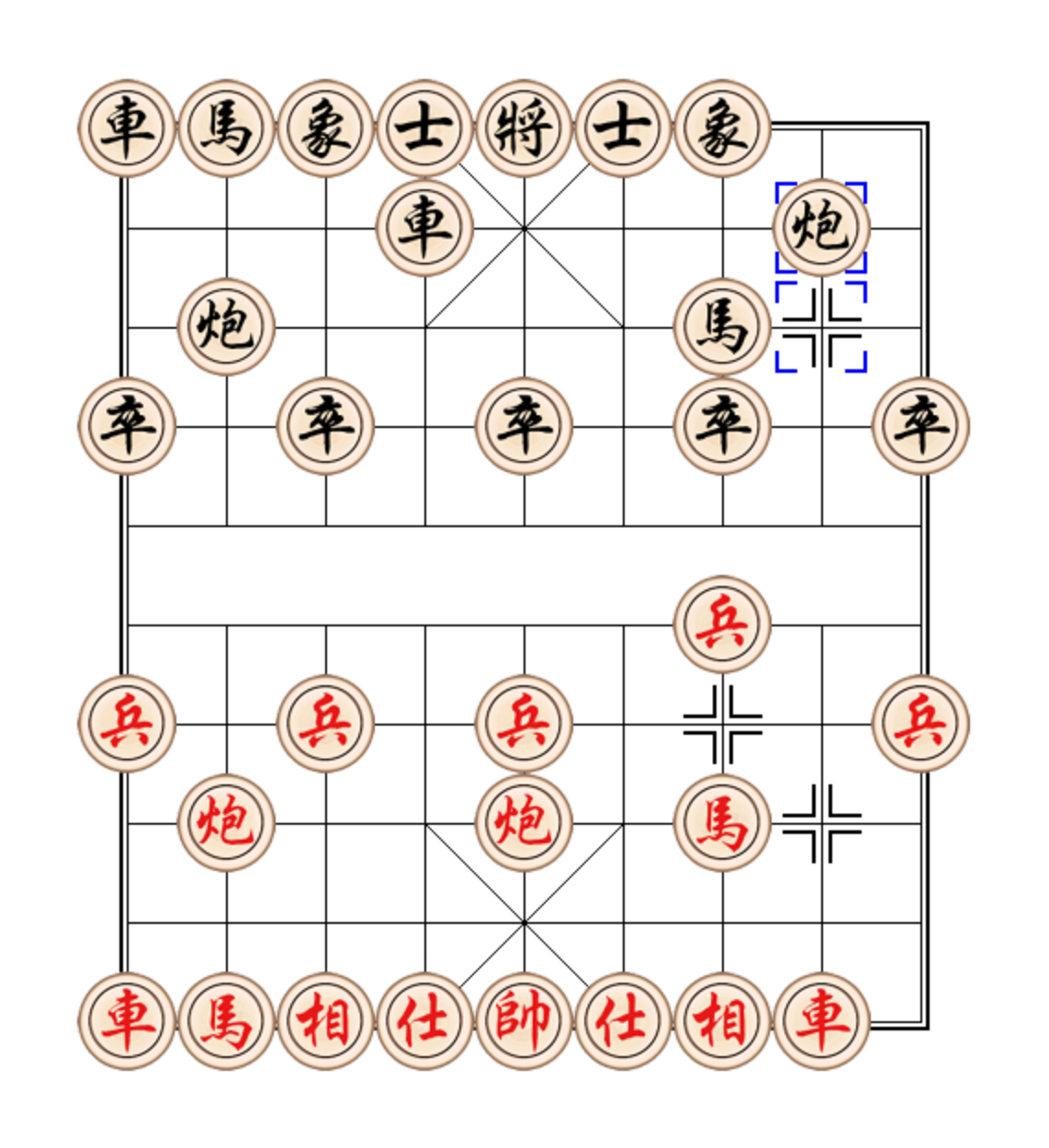
Pháo đầu tiến tam binh đối Thiên phong pháo

Thiên phong pháo là một thế khai cuộc cổ trong cờ tướng, Thế khai quân này gần giống với Quy bối pháo nhưng khác ở thứ tự nước đi là di chuyển quân xe hoành vào trong sau đó mới thoái pháo xuống.

## Diễn biến
Các nước đi cơ bản của thế trận này là:
Nước 1 Pháo 2 bình 5, Mã 8 tiến 7
Nước 2 Tốt 3 tiến 1, Xe 9 tiến 1
Nước 3 Mã 2 tiến 3, Xe 9 bình 4
Nước 4 Xe 1 bình 2, Pháo 8 thoái 1